# لیسا ادلستین
لیسا ادلستین ((به انگلیسی: Lisa Edelstein) (‎/ˈliːsə ˈɛdəlstiːn/‎; زاده ۲۱ مه ۱۹۶۷) یک بازیگر آمریکایی است. او بیشتر به خاطر بازی در نقش لیزا کادی در سریال دکتر هاوس شناخته شده‌است.

## بخشی از فیلمشناخت
تلویزیونی
- ساینفلد (۱۹۹۳)
- فریزر (۱۹۹۸)
- بال غربی (۲۰۰۰–۱۹۹۹)
- دکتر هاوس (۲۰۱۱–۲۰۰۴)
- بابای آمریکایی! (۲۰۱۱–۲۰۰۷)
- همسر خوب (۲۰۱۱)
- اواتار: افسانه کورا (۲۰۱۴)

سینمایی
- لس آنجلس بدون نقشه (۱۹۹۸)
- بهتر از این نمی‌شه (۱۹۹۸)
- نقشه سوزان (۱۹۹۸)